# Citòlisi

Cèl·lules de la sang sota diferents solucions

Micrografies de la pressió osmòtica en els glòbuls rojos

La citòlisi, o lisi osmòtica, ocorre quan una cèl·lula esclata degut al desequilibri osmòtic que ha causat que l'excés d'aigua es desplaci cap endins la cèl·lula. Ocorre en un ambient hipotònic, quan l'aigua es difon cap endins la cèl·lula i causa que el seu volum augmenti fins al punt que el volum excedeix la capacitat de la membrana i la cèl·lula esclata. La presència d'una paret cel·lular evita que la membrana esclati, per tant la citòlisi només es presenta en cèl·lules animals o de protozous les quals no tenen parets cel·lulars.

## En mamífers
La lisi osmòtica sovint és el resultat d'un cop, a causa de la perfusió inadequada de nutrients i l'eliminació de residus alteren el metabolisme cèl·lular. Aquest mal funcionament resulta en una entrada de líquid extracel·lular en les cèl·lules.

## En bacteris
Es pot esperar que hi hagi una lisi osmòtica quan les cèl·lules bacterianes es tracten amb una solució hipotònica amb lisozims afegits, els quals destrueixen les parets cel·lulars dels bacteris.

## Prevenció
Les diferents cèl·lules i organismes han adaptat diferents mitjans de prevenir que passi la citòlisi. Per exemple, els paramecis usen un vacúol contràctil que ràpidament bomba cap enfora l'aigua excessiva per prevenir l'acumulació d'aigua i la subsegüent lisi. Addicionamlment aquests protistes tenen membranes cel·lulars que són menys permeables a l'aigua que algunes altres espècies.
Altres organismes bomben soluts fora del seu citosol, el qual porta la concentració de soluts més a prop a la del seu ambient i alenteix el procés de difusió de l'aigua dins la cèl·lula, prevenint la citòlisi. i la cèl·lula pot bombar cap enfora prou soluts perquè es pugui aconseguir un ambient isotònic, no hi haurà moviment net d'aigua.